# Klaus-Dieter Ludwig
Klaus-Dieter Ludwig (2 de enero de 1943-18 de mayo de 2016) fue un deportista de la RDA que compitió en remo como timonel.
Participó en dos Juegos Olímpicos de Verano en los años 1972 y 1980, obteniendo dos medallas, plata en Múnich 1972 y oro en Moscú 1980. Ganó siete medallas en el Campeonato Mundial de Remo entre los años 1966 y 1983, y una medalla en el Campeonato Europeo de Remo de 1973.

## Palmarés internacional
| Juegos Olímpicos   | Juegos Olímpicos         | Juegos Olímpicos | Juegos Olímpicos   |
| Año                | Lugar                    | Medalla          | Prueba             |
| ------------------ | ------------------------ | ---------------- | ------------------ |
| 1972               | Múnich (RFA)             | Medalla de plata | Cuatro con timonel |
| 1980               | Moscú (URSS)             | Medalla de oro   | Ocho con timonel   |
| Campeonato Mundial |                          |                  |                    |
| Año                | Lugar                    | Medalla          | Prueba             |
| 1966               | Bled (Yugoslavia)        | Medalla de oro   | Cuatro con timonel |
| 1970               | St. Catharines (Canadá)  | Medalla de plata | Dos con timonel    |
| 1975               | Nottingham (Reino Unido) | Medalla de oro   | Ocho con timonel   |
| 1979               | Bled (Yugoslavia)        | Medalla de oro   | Ocho con timonel   |
| 1981               | Múnich (RFA)             | Medalla de oro   | Cuatro con timonel |
| 1982               | Lucerna (Suiza)          | Medalla de plata | Ocho con timonel   |
| 1983               | Duisburgo (RFA)          | Medalla de plata | Cuatro con timonel |
| Campeonato Europeo |                          |                  |                    |
| Año                | Lugar                    | Medalla          | Prueba             |
| 1973               | Moscú (URSS)             | Medalla de plata | Cuatro con timonel |